# Distilleria Yamazaki
La distilleria Yamazaki (山崎蒸溜所?, Yamazaki jōryūsho) è una distilleria di whisky giapponese situata a Shimamoto, nella prefettura di Osaka, in Giappone. Aperta nel 1923, è la più antica distilleria di whisky in Giappone ed è di proprietà del gruppo Suntory.

## Storia

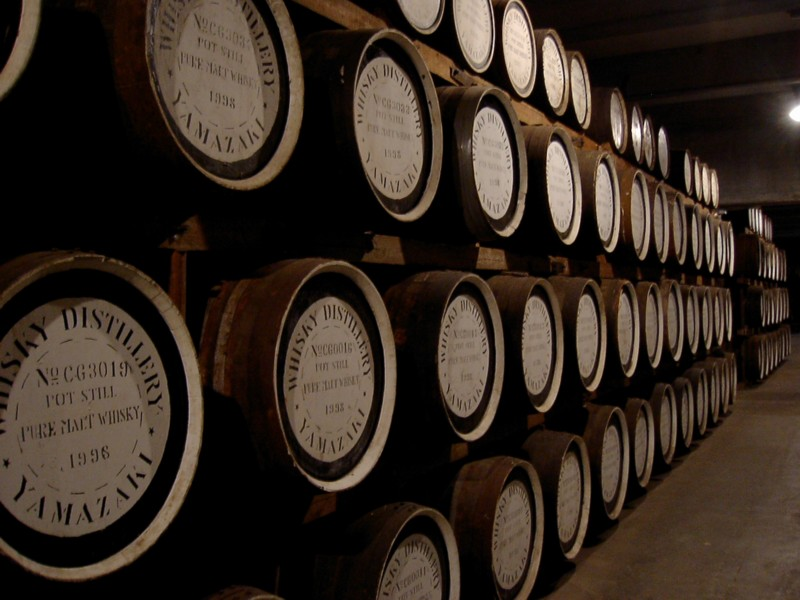
Barili in legno di Mizunara (Quercia giapponese) presso la distilleria Yamazaki

Nel 1923 Shinjirō Torii, fondatore della società Suntory, costruì la prima distilleria per il whisky di malto nella valle di Yamazaki.
La distilleria sorge nella periferia di Kyoto, antica capitale del Giappone e dove vi è storicamente un ottimo accesso alle risorse idriche, oltre a un clima diversificato ed alta umidità, che sono tutti fattori ideali per la produzione ed invecchiamento del whisky.
La Suntory Yamazaki detiene il più grande mercato del whisky in Giappone ed esporta in più di dieci paesi nel mondo, tra cui gli Stati Uniti (60% delle esportazioni), Cina, Regno Unito e Indonesia.
Nella cantina di invecchiamento della distilleria Yamazaki sono custodite diverse decine di migliaia di botti di legno per produrre il tipico aroma e colore ambrato dei whisky Yamazaki, alcuni dei quali invecchiano per oltre 50 anni. Vengono utilizzate botti di diverse forme, grandezza e varietà di legni di Quercia, inclusa la Mizunara (Quercia giapponese) che crescono nella grande foresta di Hokkaidō.
La distilleria è visitabile su appuntamento e con visite guidate gratuite in lingua giapponese (audioguide in inglese).

## Riconoscimenti

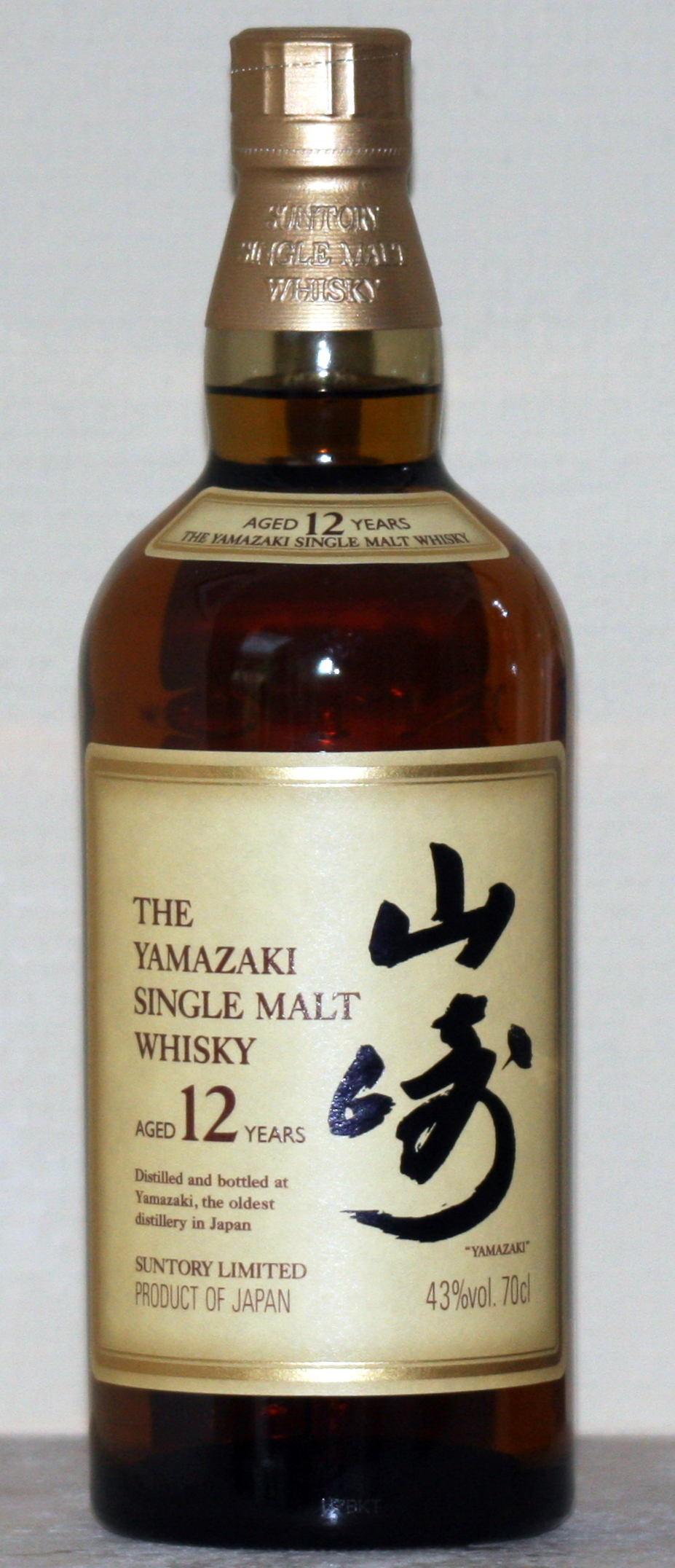
Yamazaki di malto singolo da 12 anni

Il whisky Yamazaki ha ricevuto numerosi premi a livello internazionale da parte di riviste ed organizzazioni soedializzate, tra cui il Beverage Testing Institute e il San Francisco World Spirits Competitions, dove il whisky invecchiato 18 anni ha vinto sei medaglie d'oro (dal 2008 al 2013). Proof66.com ha premiato il prodotto con un punteggio di 97/100 nella classifica dei whiskys.
Lo Yamazaki invecchiato 25 anni è stato premiato come migliore whisky di malto singolo giapponese del 2013. La Jim Murray's Whisky Bible 2015 ha premiato lo Yamazaki Single Malt Sherry Cask 2013 con il premio del miglior whisky dell'anno.